# 逓伝哨
逓伝哨（ていでんしょう）は、大日本帝国軍の陸戦場における命令、通報および報告の伝達法のひとつである。

## 概要
乗馬その他によって伝令間の伝達を任務とする。
逓伝哨には、乗馬伝令による逓騎哨、自転車による逓自転車哨、徒歩による遞歩哨などの種類がある。
逓騎哨は、状況のために他の伝哨を用いることができないときのみ設けられる。
ただし距離が長い場合は、騎術に熟練し良馬を有する将校を用いるか、あるいは飛行機もしくは自動車を用いて伝達を迅速、確実なものにした。
逓伝哨の人員およびその間の距離は、その交通を保とうとする時間の長さ、予想される通信の繁閑、交通路および哨所の安否などによって差異が生じる。
人員は哨長（通常、下士官）のほか、逓騎哨および逓歩哨では通常兵3ないし6人、逓自転車哨では3人以上とする。
各哨間の距離は逓騎哨では10ないし15km、逓自転車哨では10ないし20km、逓歩哨では2ないし4kmとされた。